# Cneorane violaceipennis
Cneorane violaceipennis es un coleóptero de la familia Chrysomelidae.
Fue descrita científicamente en 1889 por Allard.